# 24 Horas de Le Mans de 2014
As 24 Horas de Le Mans de 2014 foi a 82ª edição das 24 Horas de Le Mans. As sessões de treino iniciaraa-se a 11 de Junho, enquanto a corrida teve início a 14 de junho, às 15 horas (CET), e terminou no domingo, 15 de junho de 2014, às 15 horas, no circuito de Sarthe, em Le Mans, França. Organizado pelo Automóvel Clube do Oeste (ACO), foi a 3ª e principal prova do Campeonato Mundial de Endurance da FIA de 2014.
A corrida foi ganha pelo Audi nº2 pilotado por Marcel Fässler, André Lotterer e Benoît Tréluyer, a 13ª vitória da marca de Ingolstadt desde a sua estreia na categoria em 1999. A equipa da Audi assumiu a liderança após o Toyota nº7 ter parado depois de liderar a metade inicial da corrida, mas foram desafiados pela Porsche quando os dois Audis necessitaram de substituir os turbocompressores. O Audi nº1 terminou em segundo lugar, a três voltas  dos vencedores de corridas, enquanto o Toyota nº8 recuperou de um acidente na primeira hora para terminar em terceiro.
A categoria LMP1-L foi ganha pelo Rebellion Nº12 de Nick Heidfeld, Mathias Beche, e Nicolas Prost, o único LMP1-L a terminar a prova. 
A classe LMP2 terminou com a vitória do Zytek-Nissan da Jota Sport de Simon Dolan, Oliver Turvey e Harry Tincknell à frente do Ligier-Nissan da TDS Racing que ficou a menos de uma volta. O Ferrari nº51 da AF Corse venceu a categoria LMGTE Pro através de Gianmaria Bruni, Giancarlo Fisichella e Toni Vilander, enquanto a categoria LMGTE Am foi ganha pelo trio de dinarmaqueses da Aston Martin Racing: David Heinemeier Hansson, Kristian Poulsen e Nicki Thiim. Cerca de 263 mil espectadores assistiram ao evento, o maior público desde 1989.
O piloto brasileiro Lucas di Grassi alcançou o 2° lugar na classificação geral, obtendo o melhor resultado pessoal na prova, em relação ao 3° lugar da edição de 2013. Também, o brasileiro repetiu o melhor resultado histórico de um piloto brasileiro na prova pela classificação geral desde 1991 .

## Garagem 56
O ACO continuou o conceito Garagem 56, começado em 2012. Garagem 56 permite a entrada de um 56º paraticipante para a corrida, usando a dureza das 24 Horas de Le Mans para testar novas tecnologias. O ACO anunciou em 2013 que a divisão Nismo da Nissan Motor Company tinha sido a escolhida para a Garagem 56 para 2014.
A Nissan revelou o carro, conhecido como o Zeod RC, durante o fim de semana das 24 Horas de Le Mans 2013. O Zeod RC foi desenhado por Ben Bowlby, que criou o DeltaWing (projecto Garagem 56 de 2012), com apoio da Nissan . O Zeod RC utilizou um sistema de transmissão elétrico híbrido com baterias de iões de lítio num chassis semelhante em design ao DeltaWing. O carro apresentava um motor de combustão interna de três cilindros com turbo e dois motores de acionamento elétrico. A Nissan planeava para tentar uma volta completa do Circuito de la Sarthe apenas em modo elétrico, uma meta alcançada durante a sessão de warm-up antes da corrida.

## Participantes
Em conjunto com o anúncio de inscrições para o Campeonato Mundial de Endurance da FIA de 2014 e da European Le Mans Series, o ACO anunciou a lista completa de convites para Le Mans, e as dez reservas. Além dos 31 participantes do Campeonato Mundial de Endurance da FIA, treze entradas vieram da European Le Mans Series, cinco do United SportsCar Championship, e dois do Asian Le Mans Series, enquanto os restantes eram equipas que apenas participaram em Le Mans.
Na sequência da publicação dos convites, várias equipes retiraram as suas entradas. SRT Motorsports anunciou que seus Vipers não participariam na prova, concentrando esforços no United SportsCar Championship, baixando o número de fabricantes da categoria LMGTE Pro para quatro. Em seu lugar, conseguiram entrada a JMW Motorsports e os Ferraris do Team TAISAN. Em 28 de abril de 2014, a ACO divulgou uma lista de participantes que confirmou a retirada das duas entradas do Millennium Racing, Craft Racing, e mais dois Aston Martin adicionais da equipa oficial. Larbre Compétition, Caterham Racing, Pegasus Racing e inscrições adicionais da IMSA Performance Matmut e Prospeed Competition foram promovidos das reservas para a corrida.
A Lotus retirou o seu novo LMP1-L devido a um atraso na conclusão do carro, deixando apenas os carros da Rebellion Racing na categoria. À Millennium Racing, que já se havia retirado devido a um atraso no financiamento, foi atribuída uma vaga. Uma semana depois a Strakka Racing retirou o Strakka Dome S103 depois de um acidente durante uma sessão de testes ter danificado o carro, que havia sido planejado para estrear na categoria LMP2. A Krohn Racing, que tinha inicialmente desistido da sua participação conjunta com a Risi Competizione da lista de reserva, substituiu a Strakka. Um dia antes do início das verificações técnicas, a Millennium Racing foi incapaz de garantir financiamento e foi forçada a retirar-se pela segunda vez. Nenhuma substituição foi efectuada.

## Qualificação

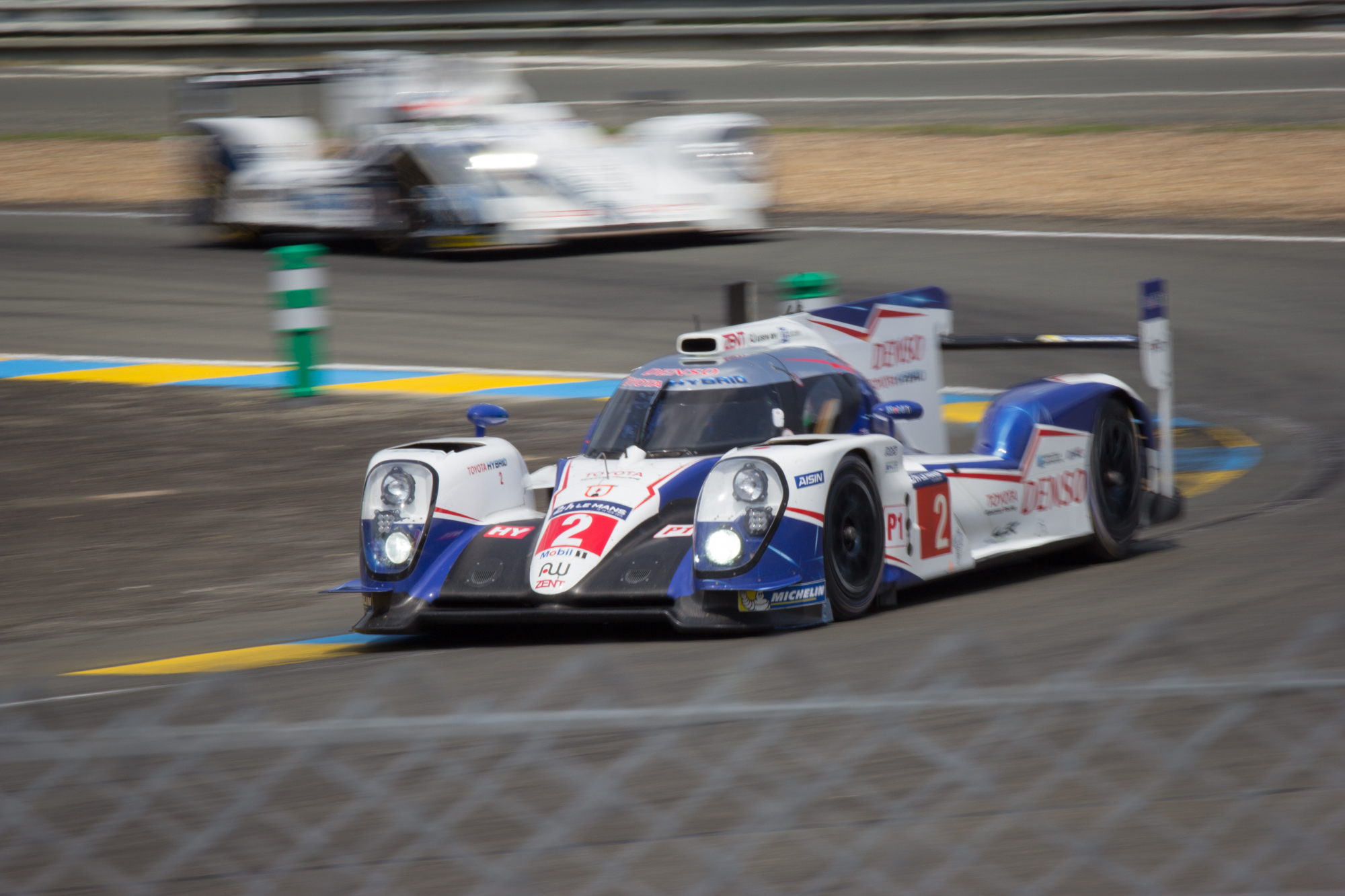
Toyota TS040 Hybrid

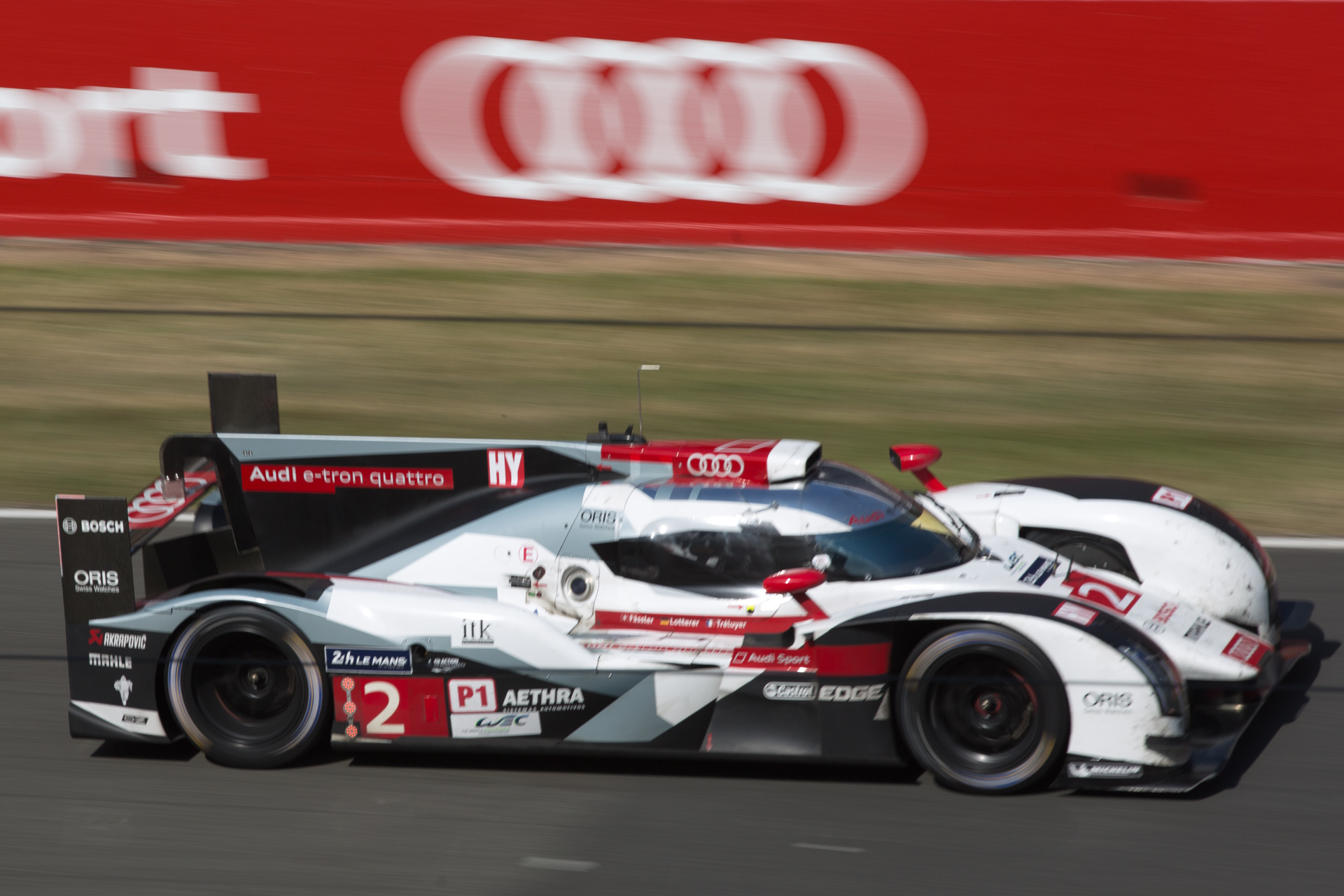
Audi R18 e-tron quattro

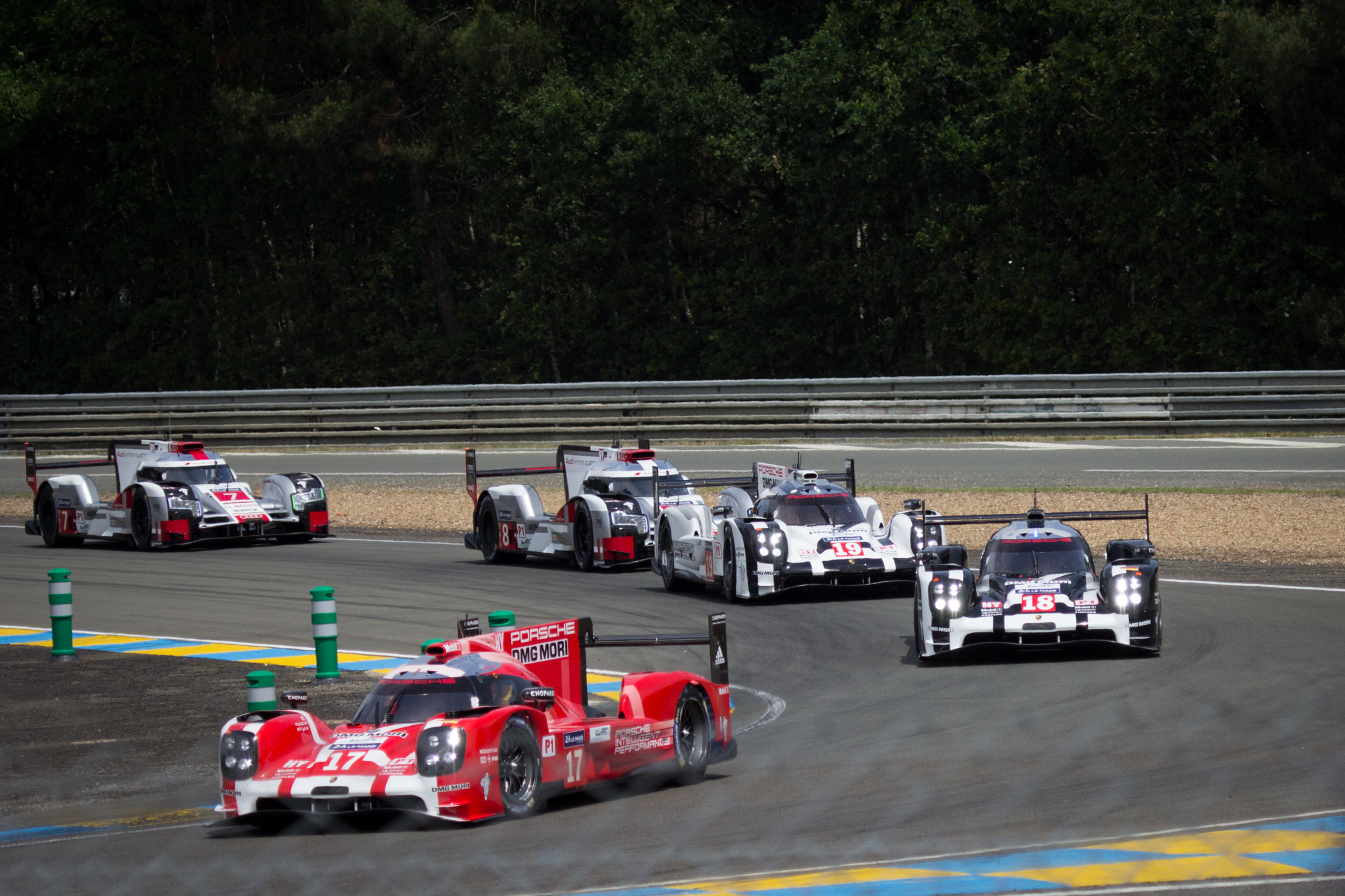
Porsche 919 Hybrid

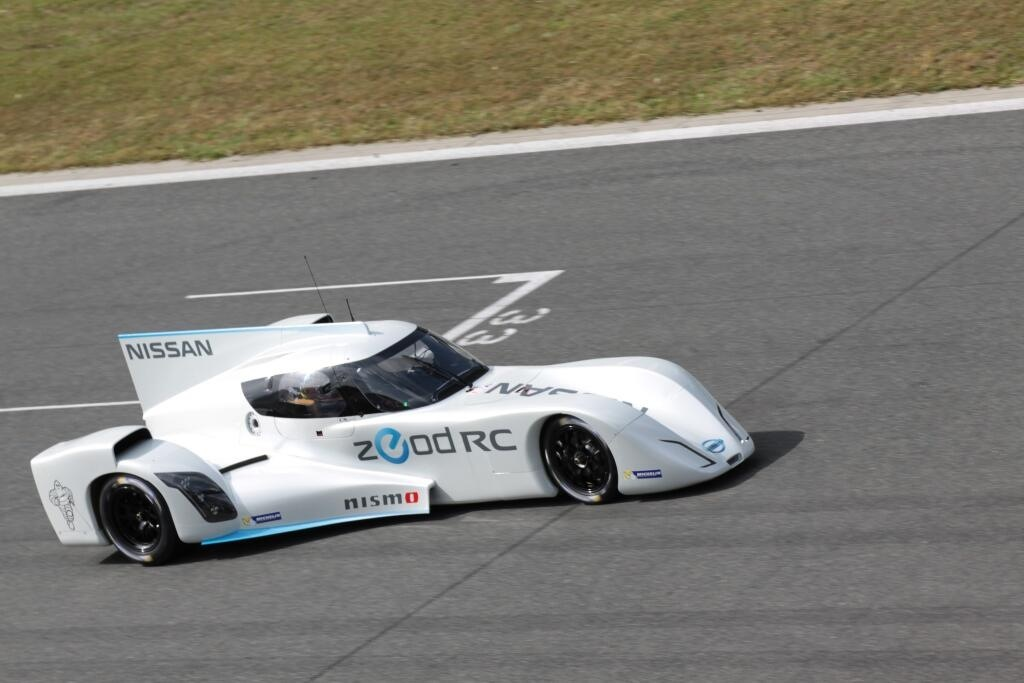
Nissan ZEOD RC

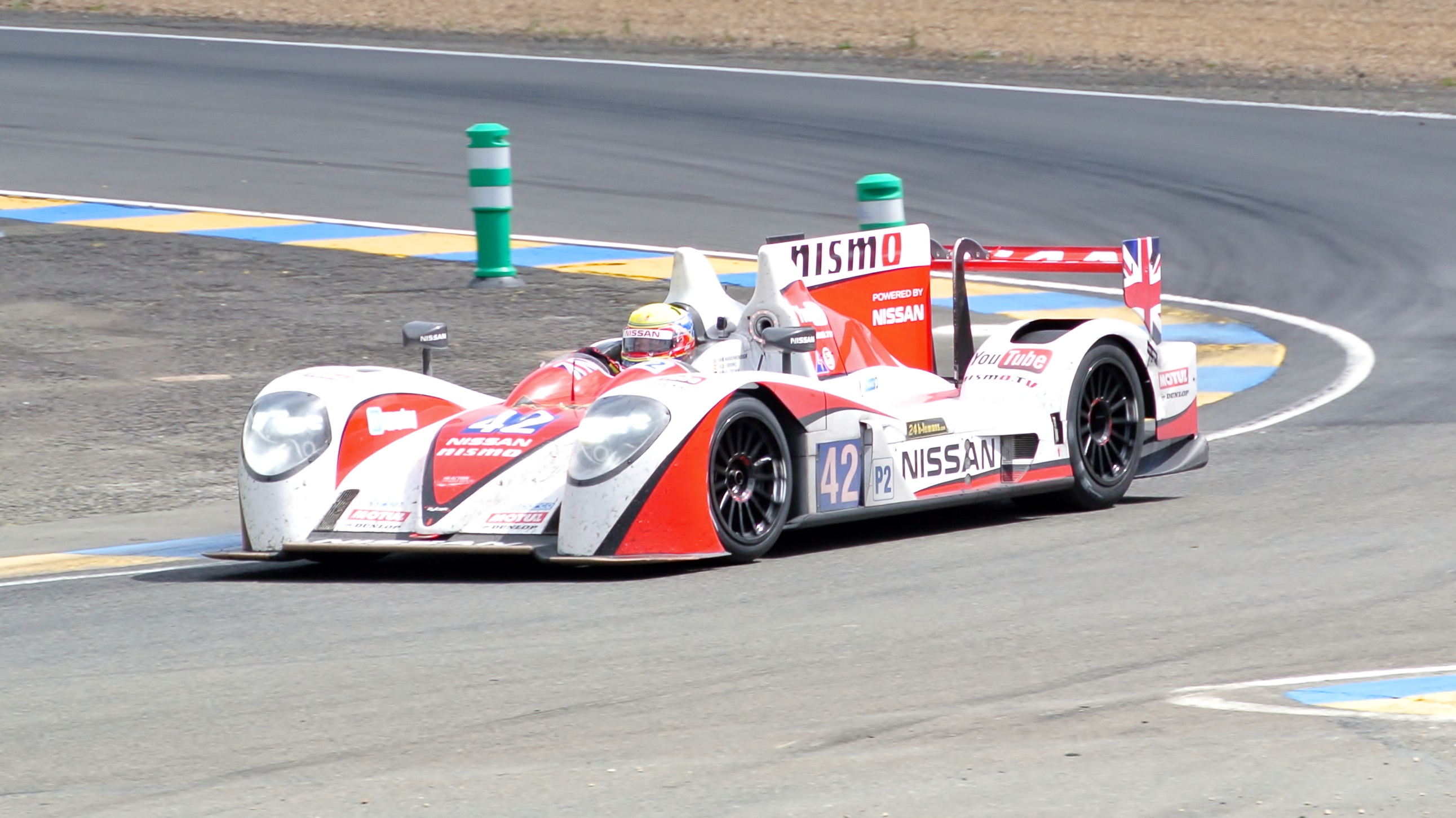
Zytek Z11SN-Nissan

As Pole positions de cada classe estão assinaladas a bold.  A volta mais rápida de cada sessão está assinalada a cinzento.
| Pos. | Classe    | No. | Team                      | 1ª Sessão | 2ª Sessão | 3ª Sessão | Dif     | Grelha |
| ---- | --------- | --- | ------------------------- | --------- | --------- | --------- | ------- | ------ |
| 1    | LMP1-H    | 7   | Toyota Racing             | 3:25.313  | 3:22.589  | 3:21.789  |         | 1      |
| 2    | LMP1-H    | 14  | Porsche Team              | 3:23.928  | 3:22.708  | 3:22.146  | +0.357  | 2      |
| 3    | LMP1-H    | 8   | Toyota Racing             | 3:25.410  | 3:23.661  | 3:22.523  | +0.734  | 3      |
| 4    | LMP1-H    | 20  | Porsche Team              | 3:23.157  | 3:22.908  | 3:24.136  | +1.119  | 4      |
| 5    | LMP1-H    | 3   | Audi Sport Team Joest     | 3:26.445  | 3:23.271  | 3:23.364  | +1.482  | 5      |
| 6    | LMP1-H    | 2   | Audi Sport Team Joest     | 3:26.388  | 3:24.276  | 3:24.729  | +2.487  | 6      |
| 7    | LMP1-H    | 1   | Audi Sport Team Joest     | No Time   | 3:26.490  | 3:25.814  | +4.025  | 7      |
| 8    | LMP1-L    | 12  | Rebellion Racing          | 3:34.922  | 3:31.180  | 3:29.763  | +7.974  | 8      |
| 9    | LMP1-L    | 13  | Rebellion Racing          | 3:33.117  | 3:31.608  | 3:33.050  | +9.819  | 9      |
| 10   | LMP2      | 46  | Thiriet by TDS Racing     | 3:42.730  | 3:38.094  | 3:37.609  | +15.820 | 10     |
| 11   | LMP2      | 38  | Jota Sport                | 3:45.928  | 3:44.482  | 3:37.674  | +15.885 | 11     |
| 12   | LMP2      | 35  | OAK Racing                | 3:39.822  | 3:39.523  | 3:37.892  | +16.103 | 12     |
| 13   | LMP2      | 26  | G-Drive Racing            | 3:38.843  | 3:41.446  | 3:38.000  | +16.211 | 13     |
| 14   | LMP2      | 36  | Signatech Alpine          | 3:39.490  | 3:38.769  | 3:38.089  | +16.300 | 14     |
| 15   | LMP2      | 48  | Murphy Prototypes         | 3:41.502  | 3:38.207  | 3:39.091  | +16.418 | 15     |
| 16   | LMP2      | 47  | KCMG                      | 3:39.586  | 3:40.476  | 3:38.689  | +16.900 | 16     |
| 17   | LMP2      | 43  | Newblood by Morand Racing | 3:46.018  | 3:39.135  | 3:41.066  | +17.346 | 17     |
| 18   | LMP2      | 34  | Race Performance          | 3:39.993  | 3:44.486  | 3:40.819  | +18.204 | 18     |
| 19   | LMP2      | 42  | Caterham Racing           | 3:41.847  | 3:47.255  | 3:40.035  | +18.246 | 19     |
| 20   | LMP2      | 24  | Sébastien Loeb Racing     | 3:43.507  | 3:40.407  | 3:44.022  | +18.618 | 20     |
| 21   | LMP2      | 37  | SMP Racing                | 3:46.940  | 3:44.395  | 3:41.297  | +19.508 | 21     |
| 22   | LMP2      | 27  | SMP Racing                | 3:43.618  | 3:42.527  | 3:42.131  | +20.342 | 22     |
| 23   | LMP2      | 29  | Pegasus Racing            | 3:49.046  | 3:42.438  | No time   | +20.649 | 23     |
| 24   | LMP2      | 33  | OAK Racing-Team Asia      | 3:42.998  | 3:48.325  | 3:43.158  | +21.199 | 24     |
| 25   | LMP2      | 50  | Larbre Compétition        | 3:53.948  | 3:47.015  | 3:43.843  | +22.054 | 25     |
| 26   | LMP2      | 41  | Greaves Motorsport        | No time   | 3:44.293  | 3:44.437  | +22.504 | 26     |
| 27   |           | 0   | Nissan Motorsports Global | No time   | 3:57.096  | 3:50.185  | +28.396 | 27     |
| 28   | LMGTE Pro | 51  | AF Corse                  | 3:54.754  | 3:55.552  | 3:53.700  | +31.911 | 28     |
| 29   | LMGTE Am  | 81  | AF Corse                  | 4:02.452  | 3:57.665  | 3:54.665  | +32.876 | 29     |
| 30   | LMGTE Pro | 73  | Corvette Racing           | 3:56.443  | 3:55.038  | 3:54.777  | +32.988 | 30     |
| 31   | LMGTE Pro | 97  | Aston Martin Racing       | 3:55.067  | 3:56.516  | 3:54.891  | +33.102 | 31     |
| 32   | LMGTE Pro | 74  | Corvette Racing           | 3:59.445  | 3:57.160  | 3:55.190  | +33.401 | 32     |
| 33   | LMGTE Pro | 52  | Ram Racing                | 3:57.793  | 3:56.642  | 3:55.347  | +33.558 | 33     |
| 34   | LMGTE Pro | 92  | Porsche Team Manthey      | 3:55.516  | 3:57.356  | 3:55.694  | +33.727 | 34     |
| 35   | LMGTE Am  | 98  | Aston Martin Racing       | 4:00.017  | 3:57.445  | 3:55.644  | +33.855 | 35     |
| 36   | LMGTE Pro | 91  | Porsche Team Manthey      | 3:56.584  | 3:57.682  | 3:55.745  | +33.956 | 36     |
| 37   | LMGTE Am  | 95  | Aston Martin Racing       | 4:06.464  | 3:56.994  | 3:55.944  | +34.155 | 37     |
| 38   | LMGTE Am  | 61  | AF Corse                  | 3:56.919  | 3:56.917  | 3:55.977  | +34.188 | 38     |
| 39   | LMGTE Am  | 72  | SMP Racing                | 3:56.787  | 3:58.778  | 3:56.063  | +34.274 | 39     |
| 40   | LMGTE Am  | 88  | Proton Competition        | 3:59.291  | 3:59.920  | 3:56.974  | +35.185 | 40     |
| 41   | LMGTE Am  | 77  | Dempsey Racing-Proton     | 3:57.004  | 3:58.373  | 3:57.230  | +35.215 | 41     |
| 42   | LMGTE Am  | 90  | 8 Star Motorsports        | No time   | No time   | 3:57.217  | +35.428 | 42     |
| 43   | LMGTE Pro | 99  | Aston Martin Racing       | 3:57.258  | Withdrawn | Withdrawn | +35.469 | –      |
| 44   | LMGTE Am  | 60  | AF Corse                  | 4:22.744  | 4:01.425  | 3:57.274  | +35.485 | 43     |
| 45   | LMGTE Am  | 66  | JMW Motorsport            | 4:05.046  | 3:58.512  | 3:57.757  | +35.968 | 44     |
| 46   | LMGTE Am  | 53  | Ram Racing                | 3:59.794  | 4:02.175  | 3:57.958  | +36.169 | 45     |
| 47   | LMGTE Pro | 71  | AF Corse                  | 3:58.330  | 3:58.086  | No time   | +36.297 | 46     |
| 48   | LMGTE Am  | 76  | IMSA Performance Matmut   | No time   | 4:06.021  | 3:58.398  | +36.609 | 47     |
| 49   | LMGTE Pro | 79  | Prospeed Competition      | 4:01.226  | 3:59.012  | No time   | +37.223 | 48     |
| 50   | LMGTE Am  | 75  | Prospeed Competition      | 3:59.394  | 3:59.604  | 4:05.147  | +37.605 | 49     |
| 51   | LMGTE Am  | 58  | Team Sofrev ASP           | 3:59.837  | 4:07.434  | 4:03.947  | +38.048 | 50     |
| 52   | LMGTE Am  | 57  | Krohn Racing              | 4:03.789  | 4:01.686  | 4:01.006  | +39.217 | 51     |
| 53   | LMGTE Am  | 70  | Team Taisan               | 4:03.066  | 4:01.446  | 4:04.512  | +39.657 | 52     |
| 54   | LMGTE Am  | 67  | IMSA Performance Matmut   | No time   | 4:03.903  | 4:03.277  | +41.488 | 53     |
| 55   | LMGTE Am  | 62  | AF Corse                  | 4:11.533  | 4:20.025  | 4:10.354  | +48.565 | 54     |

## Corrida
A corrida começou às 15:00 Horário da Europa Central de Verão e o pelotão de 54 carros foi liderada pela Toyota de Alexander Wurz, que manteve a posição durante a maior parte das horas iniciais, seguido pelo segundo Toyota e do trio de Audis; os dois Porsches cairam para trás dos líderes. A experimental Nissan Zeod RC acabou por tirar o carro da pista durante a sexta volta, depois de sofrer uma falha relacionada com a sua caixa de velocidades, e se tornou a primeira desistência da corrida depois de um pedido da equipa para recuperar o carro ter sido rejeitada pelo ACO. Enquanto isso, Nicolas Lapierre Toyota nº8 caiu de segundo lugar depois de um pião na saída da chicane Mulsanne levando ao primeiro período da corrida com bandeiras amarelas. Na segunda hora da corrida, começou a chover em algumas partes do circuito e vários carros foram apanhados pela mudança de condições. O KCMG Oreca-Nissan, que havia sido disputado a liderança LMP2 com a Jota Sport, quaplanou na primeira chicane Mulsanne e bateu fortemente nas barreiras de pneus, enquanto mais para cima na Mulsanne vários carros de várias classes foram envolvidos num grande acidente. Um grupo de carros LMGTE bem como o Audi nº3 rodavam a baixa velocidade quando foram passados pelo Toyota nº8 de Lapierre a alta velocidade. Ao travar entrou em  aquaplanagem, passando pelo grupo de carros que seguiam à frente a bateu de frente nas barreiras de protecção. Isto foi seguido por Sam Bird, líder na LMGTE Am com um Ferrari da AF Corse que embateu na traseira do Audi nº3 conduzido por Marco Bonanomi. O acidente levou a uma intervenção do safety-car, durante a qual Lapierre foi capaz de levar o Toyota de volta às boxes para reparação que durou quase uma hora. Bonanomi e Bird não foram capazes de re-colocar  os seus carros em movimento e desistiram.
Perto da quarta hora de corrida O Porsche 919 Hybrid nº19 foi para as boxes com problemas de pressão de combustível, perdendo 9 minutos e baixando para o 51º lugar, tendo recuperado até sexto após regressar à pista.
Quando a noite caiu sobre o circuito, a vantagem da Toyota de mais de um minuto sobre os dois Audis restantes, enquanto a OAK Ligier assumiu a liderança da LMP2 e ganhou quase três minutos sobre o Race Performance Oreca e Signatech Alpine. A LMGTE Pro continuou a ser uma batalha entre o Ferrari Nº 51, o Aston Martin nº 97 e Corvette nº 74, com o trio a seguir colados uns aos outros durante uma longa série de voltas.
O Audi nº 1 foi forçado a regressar às boxes para substituir os injetores de combustível após 12 horas de corrida, enquanto o Porsche nº 14 foi forçado a voltar para as boxes em modo exclusivamente elétrico, depois de sofrer um segundo problema de pressão de combustível. `Quando Nakajima liderava com o Toyota nº 7 ficou parado ao lado das barreiras logo após a curva Arnage.http://sportscar365.com/lemans/lemans24/toyota-hits-trouble-audi-leads-with-14-hours-complete/ Um peça de monitorização falhou dentro do carro e derreteu um feixe de cabos e não foi possível de ser reparado por Nakajima, forçando o Toyota a abandonar. O Audi nº 2 tornou-se o novo líder à frente do Porsche nº 20 e do recuperado Audi nº1 que seguiam a três voltas.
Mais de uma hora depois de tomar a liderança da corrida, o Audi nº 2 foi forçado a substituir um turbocompressor demorando 20 minutos e caindo para terceiro. O Audi nº 1 assumiu o primeiro lugar depois de passar o Porsche nº 20 Audi nº 2, aumentando a sua liderança de uma volta sobre o Porsche.
Com quase 21 horas de corrida, o Audi nº 1 de Tom Kristensen rodou em ritmo lento durante várias voltas. Depois de finalmente voltar para as boxes, a Audi foi obrigada a realizar nova substituição do turbocompressor (depois de já o ter feito no carro nº 2). Isso promoveu o Porsche nº 20 para a liderança corrida com o Audi nº 2 a apenas um minuto e meio. A vantagem da Porsche durou apenas uma hora embora quando passou a rodar também a baixa valocidade após quebra do  anti-roll bar e foi forçado a rumar às boxes, vindo a abandonar. O Porsche nº 14 chegou às boxes  meia hora mais tarde com problemas de caixa de velocidades, mas voltou para a corrida para cumprir a última meia hora da corrida. Estas alterações promoveram o Audi nº 2 a líder da corria, com três voltas de avanço sobre o Audi nº 1, seguido pelo Toyota nº 8, ainda a recuperar do seu acidente nas primeiras horas da corrida. O atrito entre os carros LMP1 também permitiu que o Rebellion Racing, nº 12 o único sobrevivente da classe LMP1-L seguisse em quarto lugar geral. O OAK Ligier com problemas foi também forçado a abandonar a liderança LMP2 depois de ser ultrapassado pelos mais rápidos TDS Ligier e Jota Zytek, antes de ter uma paragem longa para resolverem os problemas de motor saindo da luta pela vitória.
O Audi nº 2, dirigido por Marcel Fässler, Benoît Treluyer, e André Lotterer, foi capaz de manter a liderança corrida sem problemas durante as duas horas finais da corrida, sendo a terceira vitória do trio em quatro anos, e a 13ª da Audi. A Porsche foi capaz de reparar o carro nº 14 o suficiente para devolvê-lo para a pista para a última volta, classificando-se em 11º lugar na classificação geral.  A batalha em LMP2 continuou até à última hora, teno o Jota Zytek sido capaz de ultrapassar o TDS Ligier e segurar a vitória da classe e quinto lugar geral. A vitória foi a primeira da Jota Sport e seus pilotos Simon Dolan, Oliver Turvey, e Harry Tincknell. Os cinco melhores classificados da LMP2 estavam todos equipados com motor Nissan. Na categoria LMGTE Pro, o Corvette nº 73 passou Porsche nº 92 sendo segundo na classe, mas ninguém foi capaz de desafiar a liderança do Ferrari da AF Corse. O Aston Martin nº 95, que tinha sido o carro de Allan Simonsen quando ele morreu num acidente em Le Mans no ano anterior, não se intimidou em LMGTE Am e manteve a primeira posição lugar que detinha há 205 voltas consecutivas. Proton Competition ficou em segundo lugar na classe, duas voltas atrás da Aston Martin.

### Classificação Final
Os vencedores de cada classe encontam-se assinalados a bold.  O Porsche nº20 não se classificou entre as equipas que terminaram a prova por não ter completado a última volta da corrida.
| Pos.                           | Classe                | Nº | Equipa                    | Pilotos                                               | Chassis                          | Pneus | Voltas |
| Pos.                           | Classe                | Nº | Equipa                    | Pilotos                                               | Engine                           | Pneus | Voltas |
| ------------------------------ | --------------------- | -- | ------------------------- | ----------------------------------------------------- | -------------------------------- | ----- | ------ |
| 1                              | LMP1-H                | 2  | Audi Sport Team Joest     | André Lotterer Marcel Fässler Benoît Tréluyer         | Audi R18 e-tron quattro          | M     | 379    |
| 1                              | LMP1-H                | 2  | Audi Sport Team Joest     | André Lotterer Marcel Fässler Benoît Tréluyer         | Audi TDI 4.0 L Turbo V6 (Diesel) | M     | 379    |
| 2                              | LMP1-H                | 1  | Audi Sport Team Joest     | Tom Kristensen Marc Gené Lucas di Grassi              | Audi R18 e-tron quattro          | M     | 376    |
| 2                              | LMP1-H                | 1  | Audi Sport Team Joest     | Tom Kristensen Marc Gené Lucas di Grassi              | Audi TDI 4.0 L Turbo V6 (Diesel) | M     | 376    |
| 3                              | LMP1-H                | 8  | Toyota Racing             | Anthony Davidson Sébastien Buemi Nicolas Lapierre     | Toyota TS040 Hybrid              | M     | 374    |
| 3                              | LMP1-H                | 8  | Toyota Racing             | Anthony Davidson Sébastien Buemi Nicolas Lapierre     | Toyota 3.7 L V8                  | M     | 374    |
| 4                              | LMP1-L                | 12 | Rebellion Racing          | Nicolas Prost Nick Heidfeld Mathias Beche             | Rebellion R-One                  | M     | 360    |
| 4                              | LMP1-L                | 12 | Rebellion Racing          | Nicolas Prost Nick Heidfeld Mathias Beche             | Toyota RV8KLM 3.4 L V8           | M     | 360    |
| 5                              | LMP2                  | 38 | Jota Sport                | Simon Dolan Harry Tincknell Oliver Turvey             | Zytek Z11SN                      | D     | 356    |
| 5                              | LMP2                  | 38 | Jota Sport                | Simon Dolan Harry Tincknell Oliver Turvey             | Nissan VK45DE 4.5 L V8           | D     | 356    |
| 6                              | LMP2                  | 46 | Thiriet by TDS Racing     | Pierre Thiriet Ludovic Badey Tristan Gommendy         | Ligier JS P2                     | D     | 355    |
| 6                              | LMP2                  | 46 | Thiriet by TDS Racing     | Pierre Thiriet Ludovic Badey Tristan Gommendy         | Nissan VK45DE 4.5 L V8           | D     | 355    |
| 7                              | LMP2                  | 36 | Signatech Alpine          | Paul-Loup Chatin Nelson Panciatici Oliver Webb        | Alpine A450b                     | D     | 355    |
| 7                              | LMP2                  | 36 | Signatech Alpine          | Paul-Loup Chatin Nelson Panciatici Oliver Webb        | Nissan VK45DE 4.5 L V8           | D     | 355    |
| 8                              | LMP2                  | 24 | Sébastien Loeb Racing     | René Rast Jan Charouz Vincent Capillaire              | Oreca 03R                        | M     | 354    |
| 8                              | LMP2                  | 24 | Sébastien Loeb Racing     | René Rast Jan Charouz Vincent Capillaire              | Nissan VK45DE 4.5 L V8           | M     | 354    |
| 9                              | LMP2                  | 35 | OAK Racing                | Alex Brundle Jann Mardenborough Mark Shulzhitskiy     | Ligier JS P2                     | D     | 354    |
| 9                              | LMP2                  | 35 | OAK Racing                | Alex Brundle Jann Mardenborough Mark Shulzhitskiy     | Nissan VK45DE 4.5 L V8           | D     | 354    |
| 10                             | LMP2                  | 43 | Newblood by Morand Racing | Gary Hirsch Romain Brandela Christian Klien           | Morgan LMP2                      | D     | 352    |
| 10                             | LMP2                  | 43 | Newblood by Morand Racing | Gary Hirsch Romain Brandela Christian Klien           | Judd HK 3.6 L V8                 | D     | 352    |
| 11                             | LMP1-H                | 14 | Porsche Team              | Marc Lieb Romain Dumas Neel Jani                      | Porsche 919 Hybrid               | M     | 348    |
| 11                             | LMP1-H                | 14 | Porsche Team              | Marc Lieb Romain Dumas Neel Jani                      | Porsche 2.0 L Turbo V4           | M     | 348    |
| 12                             | LMP2                  | 33 | OAK Racing-Team Asia      | David Cheng Ho-Pin Tung Adderly Fong                  | Ligier JS P2                     | M     | 347    |
| 12                             | LMP2                  | 33 | OAK Racing-Team Asia      | David Cheng Ho-Pin Tung Adderly Fong                  | Honda HR28TT 2.8 L Turbo V6      | M     | 347    |
| 13                             | LMP2                  | 34 | Race Performance          | Michel Frey Franck Mailleux Jon Lancaster             | Oreca 03R                        | D     | 342    |
| 13                             | LMP2                  | 34 | Race Performance          | Michel Frey Franck Mailleux Jon Lancaster             | Judd HK 3.6 L V8                 | D     | 342    |
| 14                             | LMP2                  | 50 | Larbre Compétition        | Pierre Ragues Keiko Ihara Ricky Taylor                | Morgan LMP2                      | M     | 341    |
| 14                             | LMP2                  | 50 | Larbre Compétition        | Pierre Ragues Keiko Ihara Ricky Taylor                | Judd HK 3.6 L V8                 | M     | 341    |
| 15                             | LMGTE Pro             | 51 | AF Corse                  | Gianmaria Bruni Giancarlo Fisichella Toni Vilander    | Ferrari 458 Italia GT2           | M     | 339    |
| 15                             | LMGTE Pro             | 51 | AF Corse                  | Gianmaria Bruni Giancarlo Fisichella Toni Vilander    | Ferrari 4.5 L V8                 | M     | 339    |
| 16                             | LMGTE Pro             | 73 | Corvette Racing           | Jan Magnussen Antonio García Jordan Taylor            | Chevrolet Corvette C7.R          | M     | 338    |
| 16                             | LMGTE Pro             | 73 | Corvette Racing           | Jan Magnussen Antonio García Jordan Taylor            | Chevrolet 5.5 L V8               | M     | 338    |
| 17                             | LMGTE Pro             | 92 | Porsche Team Manthey      | Marco Holzer Frédéric Makowiecki Richard Lietz        | Porsche 911 RSR                  | M     | 337    |
| 17                             | LMGTE Pro             | 92 | Porsche Team Manthey      | Marco Holzer Frédéric Makowiecki Richard Lietz        | Porsche 4.0 L Flat-6             | M     | 337    |
| 18                             | LMP2                  | 29 | Pegasus Racing            | Julien Schell Léo Roussel Nicolas Leutwiler           | Morgan LMP2                      | D     | 336    |
| 18                             | LMP2                  | 29 | Pegasus Racing            | Julien Schell Léo Roussel Nicolas Leutwiler           | Nissan VK45DE 4.5 L V8           | D     | 336    |
| 19                             | LMGTE Am              | 95 | Aston Martin Racing       | David Heinemeier Hansson Kristian Poulsen Nicki Thiim | Aston Martin V8 Vantage GTE      | M     | 334    |
| 19                             | LMGTE Am              | 95 | Aston Martin Racing       | David Heinemeier Hansson Kristian Poulsen Nicki Thiim | Aston Martin 4.5 L V8            | M     | 334    |
| 20                             | LMGTE Pro             | 74 | Corvette Racing           | Tommy Milner Oliver Gavin Richard Westbrook           | Chevrolet Corvette C7.R          | M     | 333    |
| 20                             | LMGTE Pro             | 74 | Corvette Racing           | Tommy Milner Oliver Gavin Richard Westbrook           | Chevrolet 5.5 L V8               | M     | 333    |
| 21                             | LMGTE Am              | 88 | Proton Competition        | Christian Ried Klaus Bachler Khaled Al Qubaisi        | Porsche 911 RSR                  | M     | 332    |
| 21                             | LMGTE Am              | 88 | Proton Competition        | Christian Ried Klaus Bachler Khaled Al Qubaisi        | Porsche 4.0 L Flat-6             | M     | 332    |
| 22                             | LMGTE Am              | 61 | AF Corse                  | Luís Pérez Companc Marco Cioci Mirko Venturi          | Ferrari 458 Italia GT2           | M     | 331    |
| 22                             | LMGTE Am              | 61 | AF Corse                  | Luís Pérez Companc Marco Cioci Mirko Venturi          | Ferrari 4.5 L V8                 | M     | 331    |
| 23                             | LMGTE Am              | 90 | 8 Star Motorsports        | Frankie Montecalvo Paolo Ruberti Gianluca Roda        | Ferrari 458 Italia GT2           | M     | 330    |
| 23                             | LMGTE Am              | 90 | 8 Star Motorsports        | Frankie Montecalvo Paolo Ruberti Gianluca Roda        | Ferrari 4.5 L V8                 | M     | 330    |
| 24                             | LMGTE Am              | 77 | Dempsey Racing-Proton     | Patrick Dempsey Joe Foster Patrick Long               | Porsche 911 RSR                  | M     | 329    |
| 24                             | LMGTE Am              | 77 | Dempsey Racing-Proton     | Patrick Dempsey Joe Foster Patrick Long               | Porsche 4.0 L Flat-6             | M     | 329    |
| 25                             | LMP2                  | 42 | Caterham Racing           | Tom Kimber-Smith Chris Dyson Matt McMurry             | Zytek Z11SN                      | D     | 329    |
| 25                             | LMP2                  | 42 | Caterham Racing           | Tom Kimber-Smith Chris Dyson Matt McMurry             | Nissan VK45DE 4.5 L V8           | D     | 329    |
| 26                             | LMGTE Am              | 98 | Aston Martin Racing       | Paul Dalla Lana Pedro Lamy Christoffer Nygaard        | Aston Martin V8 Vantage GTE      | M     | 329    |
| 26                             | LMGTE Am              | 98 | Aston Martin Racing       | Paul Dalla Lana Pedro Lamy Christoffer Nygaard        | Aston Martin 4.5 L V8            | M     | 329    |
| 27                             | LMGTE Am              | 66 | JMW Motorsport            | Abdulaziz Al-Faisal Seth Neiman Spencer Pumpelly      | Ferrari 458 Italia GT2           | M     | 327    |
| 27                             | LMGTE Am              | 66 | JMW Motorsport            | Abdulaziz Al-Faisal Seth Neiman Spencer Pumpelly      | Ferrari 4.5 L V8                 | M     | 327    |
| 28                             | LMGTE Am              | 70 | Team Taisan               | Shinji Nakano Martin Rich Pierre Ehret                | Ferrari 458 Italia GT2           | M     | 327    |
| 28                             | LMGTE Am              | 70 | Team Taisan               | Shinji Nakano Martin Rich Pierre Ehret                | Ferrari 4.5 L V8                 | M     | 327    |
| 29                             | LMGTE Am              | 58 | Team Sofrev ASP           | Anthony Pons Soheil Ayari Fabien Barthez              | Ferrari 458 Italia GT2           | M     | 325    |
| 29                             | LMGTE Am              | 58 | Team Sofrev ASP           | Anthony Pons Soheil Ayari Fabien Barthez              | Ferrari 4.5 L V8                 | M     | 325    |
| 30                             | LMGTE Am              | 57 | Krohn Racing              | Tracy Krohn Niclas Jönsson Ben Collins                | Ferrari 458 Italia GT2           | M     | 324    |
| 30                             | LMGTE Am              | 57 | Krohn Racing              | Tracy Krohn Niclas Jönsson Ben Collins                | Ferrari 4.5 L V8                 | M     | 324    |
| 31                             | LMGTE Am              | 76 | IMSA Performance Matmut   | Raymond Narac Nicolas Armindo David Hallyday          | Porsche 997 GT3-RSR              | M     | 323    |
| 31                             | LMGTE Am              | 76 | IMSA Performance Matmut   | Raymond Narac Nicolas Armindo David Hallyday          | Porsche 4.0 L Flat-6             | M     | 323    |
| 32                             | LMGTE Am              | 53 | Ram Racing                | Johnny Mowlem Archie Hamilton Mark Patterson          | Ferrari 458 Italia GT2           | M     | 319    |
| 32                             | LMGTE Am              | 53 | Ram Racing                | Johnny Mowlem Archie Hamilton Mark Patterson          | Ferrari 4.5 L V8                 | M     | 319    |
| 33                             | LMGTE Pro             | 79 | Prospeed Competition      | Jeroen Bleekemolen Cooper MacNeil                     | Porsche 997 GT3-RSR              | M     | 319    |
| 33                             | LMGTE Pro             | 79 | Prospeed Competition      | Jeroen Bleekemolen Cooper MacNeil                     | Porsche 4.0 L Flat-6             | M     | 319    |
| 34                             | LMGTE Am              | 67 | IMSA Performance Matmut   | Erik Maris Jean-Marc Merlin Éric Hélary               | Porsche 997 GT3-RSR              | M     | 317    |
| 34                             | LMGTE Am              | 67 | IMSA Performance Matmut   | Erik Maris Jean-Marc Merlin Éric Hélary               | Porsche 4.0 L Flat-6             | M     | 317    |
| 35                             | LMGTE Pro             | 97 | Aston Martin Racing       | Darren Turner Stefan Mücke Bruno Senna                | Aston Martin V8 Vantage GTE      | M     | 310    |
| 35                             | LMGTE Pro             | 97 | Aston Martin Racing       | Darren Turner Stefan Mücke Bruno Senna                | Aston Martin 4.5 L V8            | M     | 310    |
| 36                             | LMGTE Pro             | 91 | Porsche Team Manthey      | Patrick Pilet Nick Tandy Jörg Bergmeister             | Porsche 911 RSR                  | M     | 309    |
| 36                             | LMGTE Pro             | 91 | Porsche Team Manthey      | Patrick Pilet Nick Tandy Jörg Bergmeister             | Porsche 4.0 L Flat-6             | M     | 309    |
| 37                             | LMP2                  | 27 | SMP Racing                | Sergey Zlobin Anton Ladygin Mika Salo                 | Oreca 03R                        | M     | 303    |
| 37                             | LMP2                  | 27 | SMP Racing                | Sergey Zlobin Anton Ladygin Mika Salo                 | Nissan VK45DE 4.5 L V8           | M     | 303    |
| 38                             | LMGTE Am              | 62 | AF Corse                  | Yannick Mallégol Jean-Marc Bachelier Howard Blank     | Ferrari 458 Italia GT2           | M     | 295    |
| 38                             | LMGTE Am              | 62 | AF Corse                  | Yannick Mallégol Jean-Marc Bachelier Howard Blank     | Ferrari 4.5 L V8                 | M     | 295    |
| Não classificado (NC)          |                       |    |                           |                                                       |                                  |       |        |
| NC                             | LMP1-H                | 20 | Porsche Team              | Timo Bernhard Brendon Hartley Mark Webber             | Porsche 919 Hybrid               | M     | 346    |
| NC                             | LMP1-H                | 20 | Porsche Team              | Timo Bernhard Brendon Hartley Mark Webber             | Porsche 2.0 L Turbo V4           | M     | 346    |
| Não terminaram a corrida (DNF) |                       |    |                           |                                                       |                                  |       |        |
| DNF                            | LMP1-H                | 7  | Toyota Racing             | Alexander Wurz Stéphane Sarrazin Kazuki Nakajima      | Toyota TS040 Hybrid              | M     | 219    |
| DNF                            | LMP1-H                | 7  | Toyota Racing             | Alexander Wurz Stéphane Sarrazin Kazuki Nakajima      | Toyota 3.7 L V8                  | M     | 219    |
| DNF                            | LMGTE Am              | 72 | SMP Racing                | Andrea Bertolini Viktor Shaitar Alexsey Basov         | Ferrari 458 Italia GT2           | M     | 196    |
| DNF                            | LMGTE Am              | 72 | SMP Racing                | Andrea Bertolini Viktor Shaitar Alexsey Basov         | Ferrari 4.5 L V8                 | M     | 196    |
| DNF                            | LMGTE Am              | 75 | Prospeed Competition      | François Perrodo Emmanuel Collard Markus Palttala     | Porsche 997 GT3-RSR              | M     | 194    |
| DNF                            | LMGTE Am              | 75 | Prospeed Competition      | François Perrodo Emmanuel Collard Markus Palttala     | Porsche 4.0 L Flat-6             | M     | 194    |
| DNF                            | LMGTE Pro             | 52 | Ram Racing                | Matt Griffin Álvaro Parente Federico Leo              | Ferrari 458 Italia GT2           | M     | 140    |
| DNF                            | LMGTE Pro             | 52 | Ram Racing                | Matt Griffin Álvaro Parente Federico Leo              | Ferrari 4.5 L V8                 | M     | 140    |
| DNF                            | LMP2                  | 26 | G-Drive Racing            | Roman Rusinov Olivier Pla Julien Canal                | Morgan LMP2                      | D     | 120    |
| DNF                            | LMP2                  | 26 | G-Drive Racing            | Roman Rusinov Olivier Pla Julien Canal                | Nissan VK45DE 4.5 L V8           | D     | 120    |
| DNF                            | LMGTE Am              | 60 | AF Corse                  | Peter Ashley Mann Lorenzo Casè Raffaele Giammaria     | Ferrari 458 Italia GT2           | M     | 115    |
| DNF                            | LMGTE Am              | 60 | AF Corse                  | Peter Ashley Mann Lorenzo Casè Raffaele Giammaria     | Ferrari 4.5 L V8                 | M     | 115    |
| DNF                            | LMP2                  | 47 | KCMG                      | Matthew Howson Richard Bradley Alexandre Imperatori   | Oreca 03R                        | M     | 87     |
| DNF                            | LMP2                  | 47 | KCMG                      | Matthew Howson Richard Bradley Alexandre Imperatori   | Nissan VK45DE 4.5 L V8           | M     | 87     |
| DNF                            | LMP1-L                | 13 | Rebellion Racing          | Andrea Belicchi Fabio Leimer Dominik Kraihamer        | Rebellion R-One                  | M     | 73     |
| DNF                            | LMP1-L                | 13 | Rebellion Racing          | Andrea Belicchi Fabio Leimer Dominik Kraihamer        | Toyota RV8KLM 3.4 L V8           | M     | 73     |
| DNF                            | LMP2                  | 48 | Murphy Prototypes         | Nathanaël Berthon Karun Chandhok Rodolfo González     | Oreca 03R                        | D     | 73     |
| DNF                            | LMP2                  | 48 | Murphy Prototypes         | Nathanaël Berthon Karun Chandhok Rodolfo González     | Nissan VK45DE 4.5 L V8           | D     | 73     |
| DNF                            | LMP2                  | 41 | Greaves Motorsport        | Michael Munemann Alessandro Latif James Winslow       | Zytek Z11SN                      | D     | 31     |
| DNF                            | LMP2                  | 41 | Greaves Motorsport        | Michael Munemann Alessandro Latif James Winslow       | Nissan VK45DE 4.5 L V8           | D     | 31     |
| DNF                            | LMGTE Pro             | 71 | AF Corse                  | Davide Rigon Pierre Kaffer Olivier Beretta            | Ferrari 458 Italia GT2           | M     | 28     |
| DNF                            | LMGTE Pro             | 71 | AF Corse                  | Davide Rigon Pierre Kaffer Olivier Beretta            | Ferrari 4.5 L V8                 | M     | 28     |
| DNF                            | LMP1-H                | 3  | Audi Sport Team Joest     | Filipe Albuquerque Marco Bonanomi Oliver Jarvis       | Audi R18 e-tron quattro          | M     | 25     |
| DNF                            | LMP1-H                | 3  | Audi Sport Team Joest     | Filipe Albuquerque Marco Bonanomi Oliver Jarvis       | Audi TDI 4.0 L Turbo V6 (Diesel) | M     | 25     |
| DNF                            | LMGTE Am              | 81 | AF Corse                  | Stephen Wyatt Michele Rugolo Sam Bird                 | Ferrari 458 Italia GT2           | M     | 22     |
| DNF                            | LMGTE Am              | 81 | AF Corse                  | Stephen Wyatt Michele Rugolo Sam Bird                 | Ferrari 4.5 L V8                 | M     | 22     |
| DNF                            | LMP2                  | 37 | SMP Racing                | Kirill Ladygin Maurizio Mediani Nicolas Minassian     | Oreca 03R                        | M     | 9      |
| DNF                            | LMP2                  | 37 | SMP Racing                | Kirill Ladygin Maurizio Mediani Nicolas Minassian     | Nissan VK45DE 4.5 L V8           | M     | 9      |
| DNF                            |                       | 0  | Nissan Motorsports Global | Lucas Ordóñez Wolfgang Reip Satoshi Motoyama          | Nissan ZEOD RC                   | M     | 5      |
| DNF                            | Nissan 1.5 L Turbo I3 | 0  | Nissan Motorsports Global | Lucas Ordóñez Wolfgang Reip Satoshi Motoyama          |                                  | M     | 5      |
| Retirado (WD)                  |                       |    |                           |                                                       |                                  |       |        |
| WD                             | LMGTE Pro             | 99 | Aston Martin Racing       | Darryl O'Young Alex MacDowall Fernando Rees           | Aston Martin V8 Vantage GTE      | M     | –      |
| WD                             | LMGTE Pro             | 99 | Aston Martin Racing       | Darryl O'Young Alex MacDowall Fernando Rees           | Aston Martin 4.5 L V8            | M     | –      |